# Eloso förlag
Eloso förlag är ett rollspelsföretag och bokförlag som ger ut rollspel och böcker på svenska. Eloso har licensen för Chaosiums Call of Cthulhu och ger ut den svenska utgåvan, förflyttad till ett svenskt 1920-tal. Förlaget har även en licens från Astrid Lindgren Company genom vilken man gett ut Mio: Brädspelet. Bakom företaget står Anders Blixt, Nicklas Estberg, Björn Flintberg, Emilie Ihre, Adrian Madden och Jonas Larsson-Olanders.
30 juni 2020 delades Eloso i två bolag: Eloso förlag och Daniel Lehto AB. Sagospelet Äventyr och de spel, böcker, pyssel och kommande nya produkter (Rymd och Skräck) likväl som Universums öde och rollspelet Handbok för superhjältar övergick till Daniel Lehto AB och resterande stannade kvar hos Eloso förlag.

## Utgivet material

### Rollspel
- Sagospelet Äventyr![3]
- Chock: Åter från graven[4]
- Call of Cthulhu[5]
- Kutulu[6]
- Expert Nova[7]
- Expert Partisan[8]
- Handbok för superhjältar[9]

### Romaner[10]
- Den elaka vikarien (2019[11]) - En grafisk ungdomsroman av Anders Fager. Illustrerad av Daniel Thollin.
- Marodören i Möllinge (2019[12]) - En skräck-roman av Johanna Glembo som utspelar sig i Möllinge.
- Krig! Barn! (2020[13]) - En roman av Anders Fager som utspelar sig i Svenska kulter-universumet
- Jag såg henne idag i receptionen (2020[14]) - En roman av Anders Fager som utspelar sig i Svenska kulter-universumet
- En man av stil och smak (2020[15]) - En roman av Anders Fager som utspelar sig i Svenska kulter-universumet
- Smutsig Svart Sommar (2020[16]) - En grafisk roman av Anders Fager som utspelar sig i Svenska kulter-universumet. Illustrerad av Daniel Thollin. Övertaget från Pagina förlag[17].
- Bläckfisken och den japanske sjömannen (2022)  - En roman av Anders Fager.

### Övriga spel[18]
- Mio - brädspelet (2021) - Ett brädspel baserat på Astrid Lindgrens roman Mio, min Mio. Illustrerat av Johan Egerkrans.
- NätTrollz! (2021) - Ett humoristiskt partykortspel som simulerar hur det är att stöta på Internettroll.
- Hjärnor (2019) - Ett figurspel på Zombietema som utspelar sig i den skånska idyllen Möllinge. Spelet kombinerar element från figurspel, rollspel och brädspel.

### Övriga böcker
- Kraschen (2014[19]) - En bok om kriser, konkurser och andra baksidor av entreprenörskap